# Фигаро
„Фигаро́“ (на френски: Le Figaro) е френски вестник, сред водещите всекидневници в страната.
Редакторският му колектив е консервативно настроен и като цяло подкрепя политическата партия Сбор за Републиката и нейния наследник Съюза за народно движение.
Парижкият вестник е основан през 1826 година като сатиричен ежеседмичник. Името и мотото си взима от „Севилският бръснар“ – пиеса от Пиер Бомарше. Мотото на вестника Sans la liberte de blamer, il n'est point d'eloge flatteur означава Няма похвала без свободата да критикуваш.
До 1854 г. вестникът не се публикува редовно. Същата година е поет от Хиполит дьо Вилемесан. До 1866 г. се радва на най-големия тираж в страната. Става всекидневник на 16 ноември 1866 г., когато са закупени 56 000 броя. Сред сътрудниците на вестника в ранните му години са Алберт Волф, Емил Зола, Алфонс Кар и Жул Клерти.
На 16 март 1914 г. Гастон Калмет, редактор на „Фигаро“, е убит от Хенриет Кьоло, съпругата на бившия премиер на Франция Жозеф Кьоло. Причината е, че Калмет публикува писмо, което поставя под съмнение честността на Жозеф Кьоло в личен план.
До началото на Втората световна война „Фигаро“ се превръща във водещ френски вестник. След войната става трибуна на по-богатата част от средната класа, а днес продължава да отстоява консервативните си позиции.
През 1922 г. е закупен от парфюмерийния магнат и милионер Франсоа Коти. Робер Ерсан купува вестника през 1975 г. Групата „Карлайл“ получава 40% от вестника (1999), които продава през март 2002 г.
Към 2004 г. „Фигаро“ се управлява от Серж Дасо – консервативен бизнесмен и политик, който е известен главно като собственика на самолетния производител „Dassault Aviation“.
Според някои е скандално това, че собственикът на голям национален вестник контролира и голям военен снабдител, а освен това е кмет и сенатор от управляващата партия, а синът му Оливие Дасо е член на френския парламент и принадлежи към същата партия. В отговор на това Дасо вмята в интервю по националното радио „Франс Интер“, че „вестниците трябва да разпространяват здравословни идеи“, а „левите идеи не са здравословни идеи“.